# 637 هـ
637 هـ هي سنة في التقويم الهجري امتدت مقابلةً في التقويم الميلادي بين سنتي 1239 و1240.

## وفيات
- الملك المجاهد أسد الدين شيركوه
- ابن الأثير الكاتب
- ابن المستوفي
- ابن الرومية
- أحمد بن خليل الخويي
- ابن الدبيثي